# Oxyde basique
Les oxydes basiques sont des oxydes qui ont des propriétés basiques par opposition aux oxydes acides et
- qui réagissent avec l'eau pour former une base ;
- ou réagissent avec un acide pour former un sel et de l'eau, que l'on appelle des réactions de neutralisation.

## Étymologie
« Oxyde basique » est un mot composé de « basique » et « oxyde ». Le mot oxydes fait référence à des composés chimiques qu'un ou plusieurs atomes d'oxygène combinent avec un autre élément, tel que H2O ou CO2. Sur la base de leurs caractéristiques acido-basiques, les oxydes peuvent être classés en quatre catégories : les oxydes acides, les oxydes basiques et les oxydes amphotères et les oxydes neutres.
Les oxydes basiques, également appelés anhydrides basiques, ce qui signifie « une base sans eau », sont généralement formés par la réaction de l'oxygène avec des métaux, notamment alcalins (état d'oxydation +1) et alcalino-terreux (état d'oxydation +2). Les deux sont des oxydes ioniques et peuvent se dissoudre dans l'eau pour former des solutions basiques de l'hydroxyde métallique, tandis que les non-métaux forment généralement des oxydes acides. L'oxyde basique Li2O devient basique LiOH et BaO devient Ba(OH)2 après réaction avec l'eau. En général, la basicité de leurs oxydes augmente lorsque les éléments sont situés dans la partie inférieure gauche d'un tableau périodique (groupes 1 et 2), à mesure que l'élément devient plus métallique.
Métaux alcalins (groupe 1)
X2O + H2O → 2XOH (X représente le groupe 1)
Métaux alcalino-terreux (groupe 2)
XO + H2O → X(OH)2 (X signifie « groupe 2 »)
Les exemples comprennent :
- l'oxyde de sodium, qui réagit avec l'eau pour produire de l'hydroxyde de sodium ;
- l'oxyde de magnésium, qui réagit avec l'acide chlorhydrique pour former du chlorure de magnésium ;
- l'oxyde de cuivre(II), qui réagit avec l'acide nitrique pour former du nitrate de cuivre.

## Formation
Exemples d'oxydes (les éléments du groupe 1 réagissent avec l'oxygène) :
- le lithium réagit avec l'oxygène pour donner de l'oxyde Li2O

4 Li(s) + O2(g) → 2 Li2O(s)
- le sodium réagit avec l'oxygène pour donner du peroxyde Na2O2

2 Na(s) + O2(g) → Na2O2(s)
- le potassium réagit avec l'oxygène pour former du superoxyde KO2

K(s) + O2(g) → KO2(s)
Les molécules qui contiennent le groupe H-O-X peuvent normalement se comporter comme des acides, mais lorsque l'ion hydroxyde est produit, elles peuvent se comporter comme des bases. La liaison OX restera intacte et deviendra polaire et la liaison OH faible aura tendance à se rompre, libérant un proton lorsque le groupement HOX est dissous dans l'eau. La liaison OX deviendra ionique et se brisera dans l'eau polaire si X a une très faible électronégativité. Par exemple, lorsque NaOH et KOH, qui sont des substances ioniques, se dissolvent dans l'eau, ils produiront des solutions basiques du cation métallique et de l'ion hydroxyde. Ces principes peuvent expliquer le comportement de la base lorsqu'elle est dissoute dans l'eau, reconnaissant que l'ion oxyde a une grande affinité pour les protons. La plupart des oxydes basiques sont de nature ionique en raison de la différence d'électronégativité de l'oxygène et des métaux. La dissolution de l'oxyde basique dans l'eau peut augmenter le pH (basicité) de l'eau car les oxydes basiques libèrent des ions hydroxyde (HO−) dans l'eau.

## Exemples
- Tous les oxydes des éléments des groupes 1 et 2 sont basiques (sauf BeO), ils réagissent avec l'eau pour former une base[4] :
  - l'oxyde de lithium réagit avec l'eau pour produire de l'hydroxyde de lithium : Li2O(s) + H2O(l) → 2 Li+(aq) + 2 HO−(aq)
  - l'oxyde de sodium réagit avec l'eau pour produire de l'hydroxyde de sodium : Na2O(s) + H2O(l) → 2 NaOH(aq)
  - l'oxyde de potassium réagit avec l'eau pour produire de l'hydroxyde de potassium : K2O(s) + H2O(l) → 2 KOH(aq)
  - l'oxyde de rubidium réagit avec l'eau pour produire de l'hydroxyde de rubidium : Rb2O(s) + H2O(l) → 2 RbOH(aq)
  - l'oxyde de césium réagit avec l'eau pour produire de l'hydroxyde de césium : Cs2O(s) + H2O(l) → 2 CsOH(aq)
  - l'oxyde de francium réagit avec l'eau pour produire de l'hydroxyde de francium : Fr2O(s) + H2O(l) → 2 FrOH(aq)
  - l'oxyde de magnésium réagit avec l'eau pour produire de l'hydroxyde de magnésium : MgO(s) + H2O(l) → Mg(OH)2(aq)
  - l'oxyde de calcium réagit avec l'eau pour produire de l'hydroxyde de calcium : CaO(s) + H2O(l) → Ca(OH)2(aq)
  - l'oxyde de strontium réagit avec l'eau pour produire de l'hydroxyde de strontium : SrO(s) + H2O(l) → Sr(OH)2(aq)
  - l'oxyde de baryum réagit avec l'eau pour produire de l'hydroxyde de baryum : BaO(aq) + H2O(l) → Ba(OH)2(aq)
  - l'oxyde de radium réagit avec l'eau pour produire de l'hydroxyde de radium : RaO(aq) + H2O(l) → Ra(OH)2(aq)
- Certains oxydes de l'élément du groupe 13 sont basiques, ils réagissent avec l'eau pour former une base :
  - l'oxyde de thallium(I) réagit avec l'eau pour produire de l'hydroxyde de thallium(I) : Tl2O(s) + H2O(l) → 2 TlOH(aq)
- Certains oxydes de l'élément du groupe 15 sont basiques, ils réagissent avec l'eau pour former une base :
  - l'oxyde de bismuth(III) réagit avec l'eau pour produire de l'hydroxyde de bismuth(III) : Bi2O3(s) + 3 H2O(l) → 2 Bi(OH)3(aq)
- Dans les réactions de neutralisation, les oxydes basiques réagissent avec un acide pour former du sel et de l'eau :
  - l'oxyde de magnésium réagit avec le chlorure d'hydrogène (acide) pour produire du chlorure de magnésium (sel) et de l'eau : MgO + 2 HCl → MgCl2 + H2O
  - l'oxyde de sodium réagit avec le chlorure d'hydrogène pour produire du chlorure de sodium (sel) et de l'eau : Na2O + 2HCl → 2NaCl + H2O
  - l'hydroxyde de sodium réagit avec le chlorure d'hydrogène pour produire du chlorure de sodium et de l'eau : NaOH + HCl → NaCl + H2O

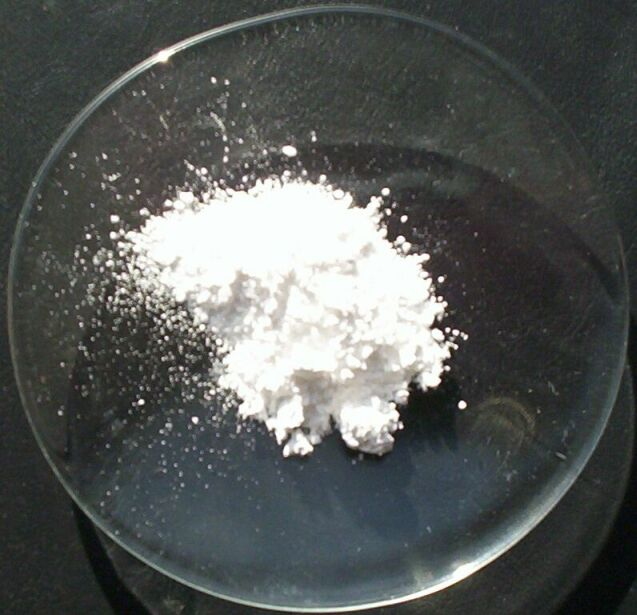
Oxyde de magnésium.
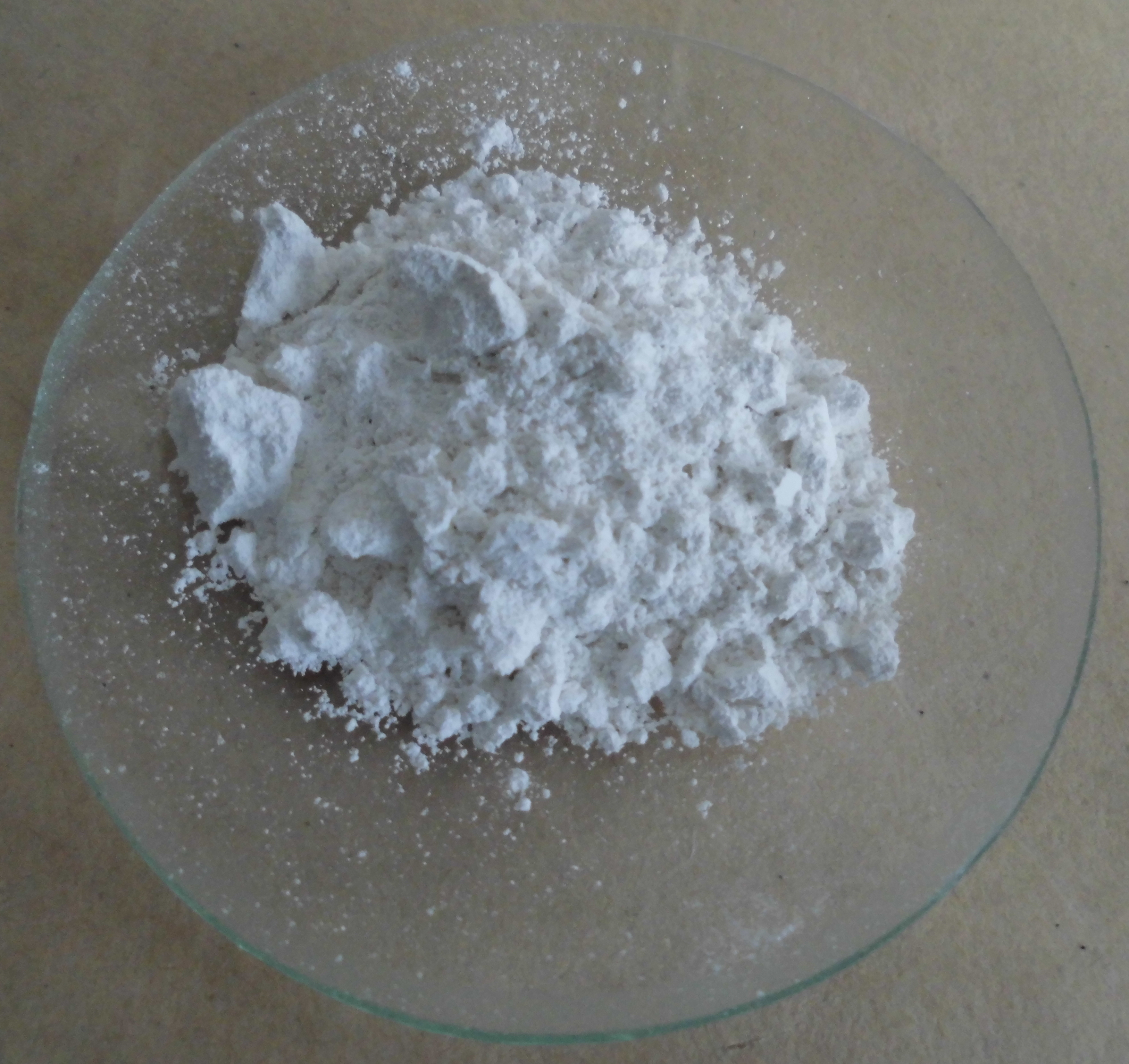
Oxyde de calcium.
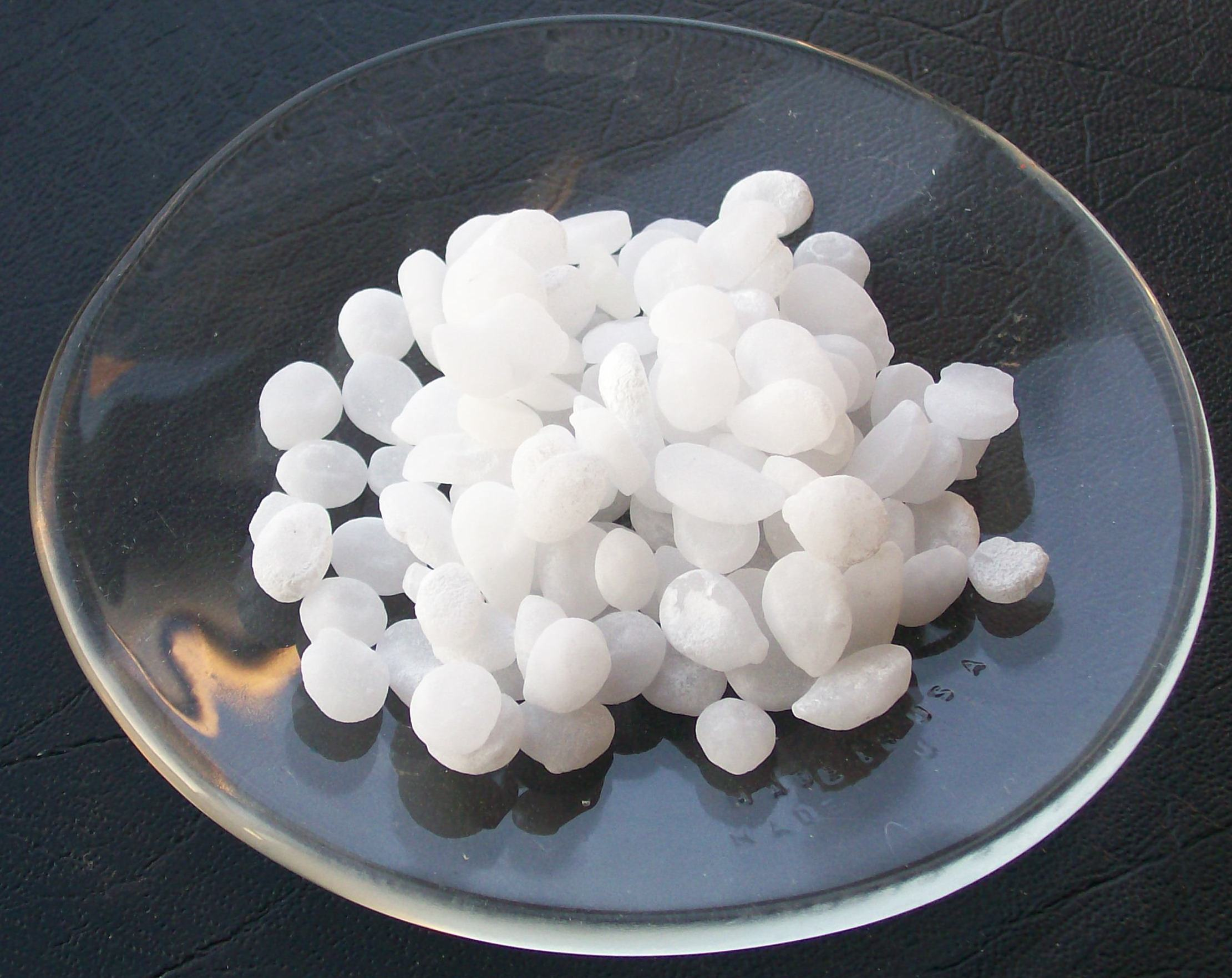
Oxyde de sodium.